# Jessica Pegula
Jessica Pegula, née le 24 février 1994 à Buffalo, est une joueuse de tennis américaine, professionnelle depuis 2009.
Elle a remporté neuf titres en simple et sept en double dames sur le circuit WTA.

## Famille et vie privée
Jessica Pegula est la fille de Terrence Pegula et Kim Pegula, milliardaires ayant fait fortune dans le gaz et l'immobilier, et propriétaires de plusieurs clubs de sport professionnel, dont les Sabres de Buffalo (NHL) et des Bills de Buffalo (NFL).

## Carrière

### 2015-2016: premiers tours en Grand Chelem
En 2015, elle accède pour la première fois au tableau principal d'un tournoi du Grand Chelem lors de l'US Open en sortant des qualifications. Elle bat ensuite la Belge Alison Van Uytvanck au premier tour avant de s'incliner contre Dominika Cibulková.

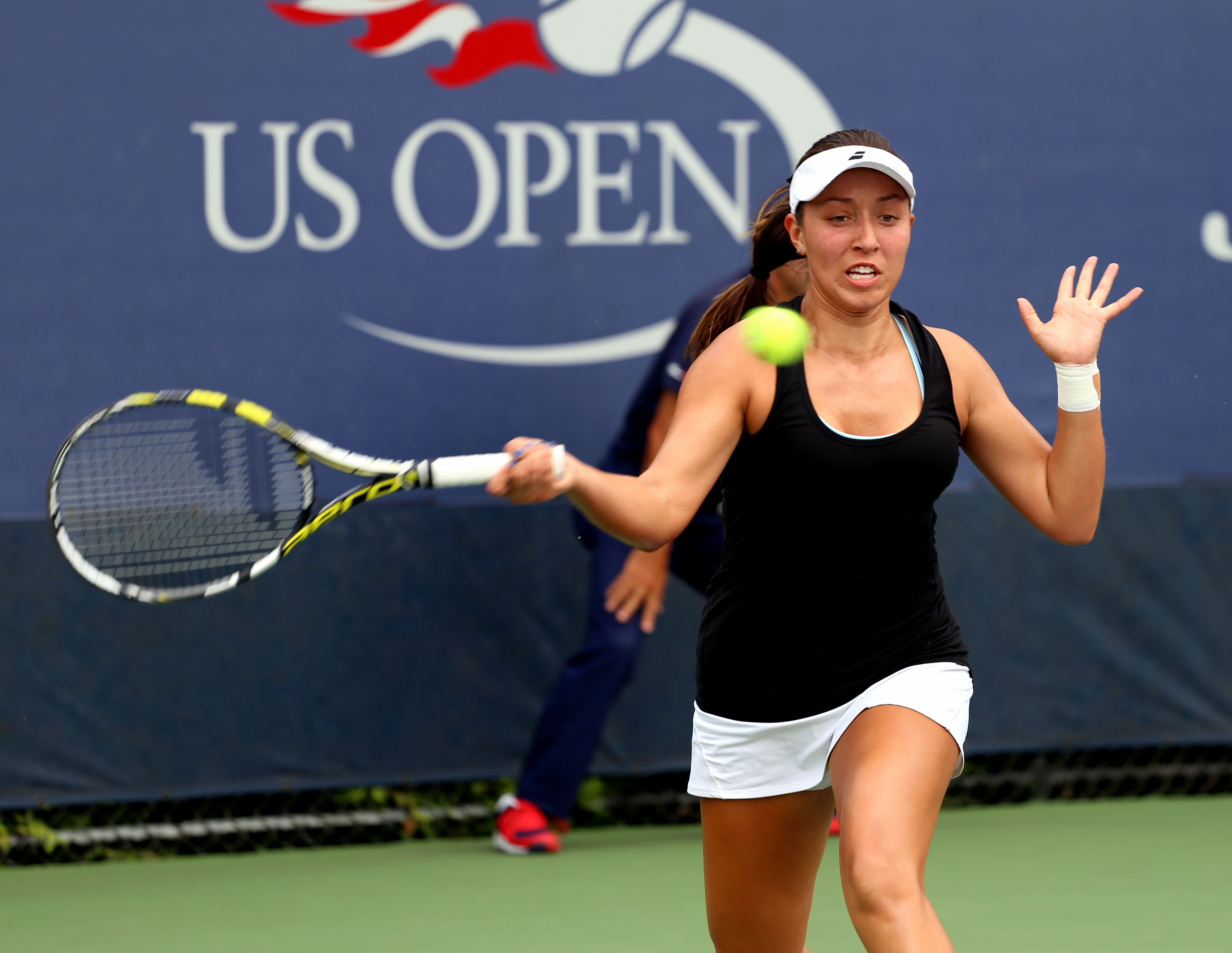
Jessica Pegula à l'US Open en 2015.

### 2017: année presque blanche et opération de la hanche
Elle dispute le tournoi d'Orlando (un ITF) en janvier, mais doit attendre le mois d’août pour rejouer de nouveau en raison d'une opération de la hanche qui la tient éloignée des terrains durant de longs mois. Elle dispute mi-août les qualifications de l'US Open ainsi que le premier tour du tournoi de Québec mais doit s'incliner à chaque fois d'entrée. Son meilleur résultat de l'année est un quart de finale à Sumter 2, un autre ITF.

### 2018: premier titre en double et première finale en simple
Elle commence l'année par une belle performance en sortant des qualifications d'Orlando et arrivant en demi-finale contre l'Ukrainienne Anhelina Kalinina, alors qu'elle est classée 620e mondiale. Cette performance lui permet de passer dans le Top 500.
Elle perd en mars la finale de Tampa, puis gagne un match durant les qualifications de Charleston, tournoi WTA contre Grace Min. Mi-juillet, elle dispute une deuxième finale contre la Japonaise Nao Hibino, qu'elle perd également en deux sets secs (0-6, 2-6). Fin août, elle passe deux tours de qualifications à l'US Open, mais s'incline aux portes du tableau final contre la Suissesse Patty Schnyder, ancienne Top 10.
En septembre 2018, elle atteint sa première finale sur le circuit WTA au tournoi de Québec : après être sortie des qualifications et alors qu'elle est classée à la 227e place mondiale, elle élimine successivement Kristýna Plíšková, Ons Jabeur, Petra Martić (tête de série no 2) et Sofia Kenin (tête de série no 5). Elle finit par s'incliner face à Pauline Parmentier.
En novembre 2018, elle remporte son premier titre en double en catégorie WTA 125, aux côtés de Maegan Manasse, lors du tournoi de Houston.

### 2019-2020: premier titre et entrée dans le Top 100
En janvier 2019, elle commence sa saison en atteignant une finale en catégorie WTA 125 en simple à Newport Beach, en éliminant notamment Rebecca Peterson. Elle s'incline en trois sets face à Bianca Andreescu (6-0, 4-6, 2-6), qui remportera à la fin de la saison l'US Open. Une semaine plus tard, elle atteint la finale d'un tournoi ITF à Midland, ce qui lui permet d'intégrer pour la première fois le top 100 au classement WTA.
Elle continue d'afficher sa progression en remportant son premier match dans un Premier contre la Kazakh Zarina Diyas (6-1, 6-1) et en se sortant des qualifications à Miami. Elle remporte sa plus belle victoire jusqu'alors au deuxième tour de Charleston, contre la Lettone Anastasija Sevastova (6-4, 6-2). Ces bons résultats lui permettent de disputer pour la première fois de sa carrière le tournoi de Roland Garros. Tombé au premier tour sur l'Australienne Ashleigh Barty, huitième joueuse mondiale, elle s'incline sans surprise (3-6, 3-6). Un mois plus tard, elle joue et perd son premier match à Wimbledon contre la Roumaine Mihaela Buzărnescu (4-6, 4-6).
Le 4 août 2019, elle remporte le premier titre WTA en simple de sa carrière, en battant l'Italienne Camila Giorgi sur les courts de Washington, et ce en deux sets. Cette victoire la propulse à la 55e place mondiale. Elle termine néanmoins l'année sur quatre défaites à l'US Open, Séoul, Wuhan et Beijing.
Elle commence l'année 2020 de la même manière qu'en 2019, en atteignant la finale du tournoi d'Auckland à la faveur de victoires contre Catherine Bellis, Tamara Zidanšek, Alizé Cornet (sur abandon) et l'ancienne numéro une mondiale Caroline Wozniacki (3-6, 6-4, 6-0). Elle s'incline en finale contre la tête de série numéro une Serena Williams (3-6, 4-6).
Deux semaines plus tard, elle dispute pour la première fois l'Open d'Australie contre sa compatriote Taylor Townsend (défaite 4-6, 6-7). Elle enchaîne en atteignant les quarts de finale à Newport et au Challenger d'Indian Wells, ainsi que le deuxième tour de Lexington.
Mi-août, elle se qualifie pour le premier tour de Cincinnati et gagne son premier match dans un tournoi de cette catégorie contre sa compatriote Jennifer Brady (7-6, 6-4). Elle enchaîne deux victoires contre Amanda Anisimova (7-5, 6-2) et Aryna Sabalenka (6-2, 2-6, 6-3), la plus belle de sa carrière pour atteindre les quarts de finale à la surprise des observateurs. Elle est défaite contre la Belge Elise Mertens (1-6, 3-6). La semaine suivante, elle enchaîne en atteignant le troisième tour de l'US Open pour la première fois, battue à ce stade par la Tchèque Petra Kvitová (4-6, 3-6). Fin septembre, elle voit la Biélarusse Aryna Sabalenka prendre sa revanche au premier tour de Roland Garros (3-6, 1-6).

### 2021: 1/4 à l'Open d'Australie et entrée dans le Top 20
Elle commence l'année par une défaite d'entrée à Abu Dhabi contre Elina Svitolina, qu'elle affronte pour la première fois. Début février, elle parvient en huitièmes de finale à Melbourne, en battant la Française Kristina Mladenovic et tombant contre sa compatriote Sofia Kenin en trois manches (7-5, 5-7, 2-6).
À l'Open d'Australie, elle bat la double vainqueur Victoria Azarenka en deux sets (7-5, 6-4), puis l'ancienne championne, bénéficiaire d'une wild-card Samantha Stosur en ne lui concédant qu'un seul jeu (6-0, 6-1). Elle élimine de nouveau Kristina Mladenovic en deux petits sets (6-2, 6-1), ce qui lui permet d'atteindre la seconde semaine pour la première fois de sa vie en Grand Chelem. En huitièmes de finale, elle prend sa revanche sur Elina Svitolina, numéro cinq mondiale pour atteindre les quarts de finale, ce qui constitue son meilleur résultat en Grand Chelem (6-4, 3-6, 6-3). C'est la première fois qu'elle bat une joueuse du Top 10. En quarts de finale, elle s'incline cependant contre Jennifer Brady en trois manches (6-4, 2-6, 6-1).
Elle confirme sa bonne forme lors du tournoi de Doha. Elle se défait de Gabriela Dabrowski et Anastasia Potapova en qualifications. Elle sort de son passage Wang Qiang, qu'elle n'avait plus affronté depuis huit ans, puis la Lettone Jeļena Ostapenko, la Japonaise Misaki Doi ainsi que la Tchèque et numéro six mondiale Karolína Plíšková en deux sets (6-3, 6-1). Elle tombe en demi-finale contre une autre Tchèque, Petra Kvitová (4-6, 4-6).
Elle accumule les résultats honorables avec des quarts de finale à Dubaï (éliminée par la Belge Elise Mertens) et Rome (battue par Petra Martić, la quatrième défaite sur leurs cinq dernières confrontations) et des huitièmes de finale à Miami (vaincue par María Sákkari en trois sets serrés) et Madrid (contre la lauréate Aryna Sabalenka). Elle bat durant ces tournois plusieurs Top 10 : Karolína Plíšková deux fois à Dubaïet Miami et la numéro deux mondiale Naomi Osaka à Rome.
Les mois suivants sont plus mitigés, s'inclinant d'entrée à Strasbourg et au troisième tour à Roland Garros contre Sofia Kenin pour la deuxième fois de l'année. Elle atteint les quarts de finale à Berlin pour son premier tournoi sur gazon de l'année, éliminant pour la quatrième fois de l'année la Tchèque Karolína Plíšková. Elle s'incline cependant aux deuxième tours de Bad Homburg et Wimbledon.
Début août, elle dispute le tournoi de Montreal et s'impose contre Anett Kontaveit, Anastasia Pavlyuchenkova, Danielle Collins et Ons Jabeur à chaque fois en trois sets. Elle dispute ainsi sa première demi-finale dans un WTA 1000. Elle est cependant éliminée par l'Italienne Camila Giorgi en trois sets, qui s'offre la première finale de sa carrière dans un WTA 1000.
Elle atteint ensuite les huitièmes de finale de Cincinnati, en prenant sa revanche sur Camila Giorgi, et profitant de l'abandon de Simona Halep. Elle est battue pour la première fois de sa carrière par Karolína Plíšková qui brise ainsi une série de quatre victoires consécutives contre l'Américaine. Elle dispute début septembre le troisième tour de l'US Open pour la deuxième année de suite mais doit s'incliner contre la Suissesse Belinda Bencic. Elle rallie cependant les demi-finale en double mixtes. Elle joue les huitièmes de finale à Chicago (perdant son match contre Ons Jabeur), puis dispute Indian Wells. Ecartant Sloane Stephens, la lucky-loser Jasmine Paolini et Elina Svitolina en ne perdant que deux jeux (6-1, 6-1), elle joue les quarts de finale mais doit s'incliner contre la Biélorusse Victoria Azarenka (4-6, 2-6).
Elle termine son année 18e mondiale, ce qui constitue son meilleur classement jusqu'alors.

### 2022: premier titre en WTA 1000, finale en double à Roland-Garros et numéro trois mondiale
Elle commence l'année par deux défaites au premier tour des tournois de Melbourne et Sydney, contre Irina-Camelia Begu et Caroline Garcia, mais un titre en double avec l'Américaine Asia Muhammad à Melbourne.
Elle dispute l'Open d'Australie et s'impose contre Anhelina Kalinina (4-6, 7-6, 7-5) au terme d'un match serré. Elle dispose de Bernarda Pera et Nuria Párrizas Díaz pour rejoindre les huitièmes de finale. Elle s'impose alors pour la première fois contre María Sákkari, numéro huit mondiale (7-6, 6-3). Elle rejointe alors les quarts de finale pour la deuxième fois consécutive. Elle tombe alors contre l'Australienne Ashleigh Barty, dont c'est le dernier tournoi, et qui s'impose sèchement (2-6, 0-6) en 1 heure et 4 minutes de jeu.
Elle dispute en mars le tournoi de Dubaï, disposant de l'Américaine Coco Gauff (6-4, 6-4) et est éliminé au deuxième tour par la Tunisienne Ons Jabeur (3-6, 1-6).
Elle atteint ensuite le troisième tour de Doha, s'inclinant contre María Sákkari, mais gagne le tournoi en double, accompagné de sa compatriote Coco Gauff, puis est éliminé d'entrée de jeu à Indian Wells par Marie Bouzková.
À Miami, elle bat Sloane Stephens, Elena Rybakina puis Anhelina Kalinina et Paula Badosa -toutes les deux par abandon- pour se hisser en demi-finale. Elle perd contre la Polonaise Iga Świątek (2-6, 5-7), mais intègre de nouveau le Top 15.
Elle commence le mois d'avril avec la tournée sur terre battue, s'inclinant à Charleston contre Coco Vandeweghe, 108e joueuse mondiale au deuxième tour. Elle montre néanmoins de bonnes dispositions sur terre en obtenant son meilleur résultat dans un WTA 1000 au tournoi de Madrid. Après des victoires sur Camila Giorgi, Kaia Kanepi, Bianca Andreescu, Sara Sorribes Tormo et Jil Teichmann, elle s'incline en finale contre la Tunisienne Ons Jabeur, qui s'impose pour la troisième fois de suite contre elle (5-7, 6-0, 2-6). Elle est battue par la suite au troisième tour du tournoi de Rome par Aryna Sabalenka.
En mai, elle se qualifie pour la première fois pour les quarts de finale à Roland-Garros, en écartant en huitièmes Irina-Camelia Begu, (4-6, 6-2, 6-3). Elle y est battue par la numéro 1 mondiale Iga Świątek (6-3, 6-2). Avec sa partenaire Coco Gauff, elle atteint la finale en double et perd face à la paire française Caroline Garcia et Kristina Mladenovic (6-2, 3-6, 2-6).
Elle ne dispute aucun tournoi en simple avant Wimbledon. Début juillet elle obtient son meilleur résultat dans le Grand Chelem britannique avec deux victoires contre Donna Vekić et Harriet Dart. Elle est éliminée au troisième tour par la Croate Petra Martić en deux sets.
Début août, elle se fait surprendre au deuxième tour de Washington par Daria Saville, l'Australienne (5-7, 4-6), mais remporte le tournoi en double avec Erin Routliffe puis enchaîne les bons résultats sur la tournée américaine. Elle atteint les demi-finale du tournoi de Toronto, comme l'année dernière en éliminant Asia Muhammad, Camila Giorgi et Yulia Putintseva mais s'incline contre l'ancienne numéro une mondiale, Simona Halep (6-2, 3-6, 4-6). Elle remporte aussi le tournoi en double avec sa compatriote Coco Gauff.
Mi-août, elle élimine Marta Kostyuk et la Britannique Emma Raducanu à Cincinnati mais s'incline contre la Française Caroline Garcia, qualifiée en deux sets (1-6, 5-7) pour la deuxième fois de l'année.

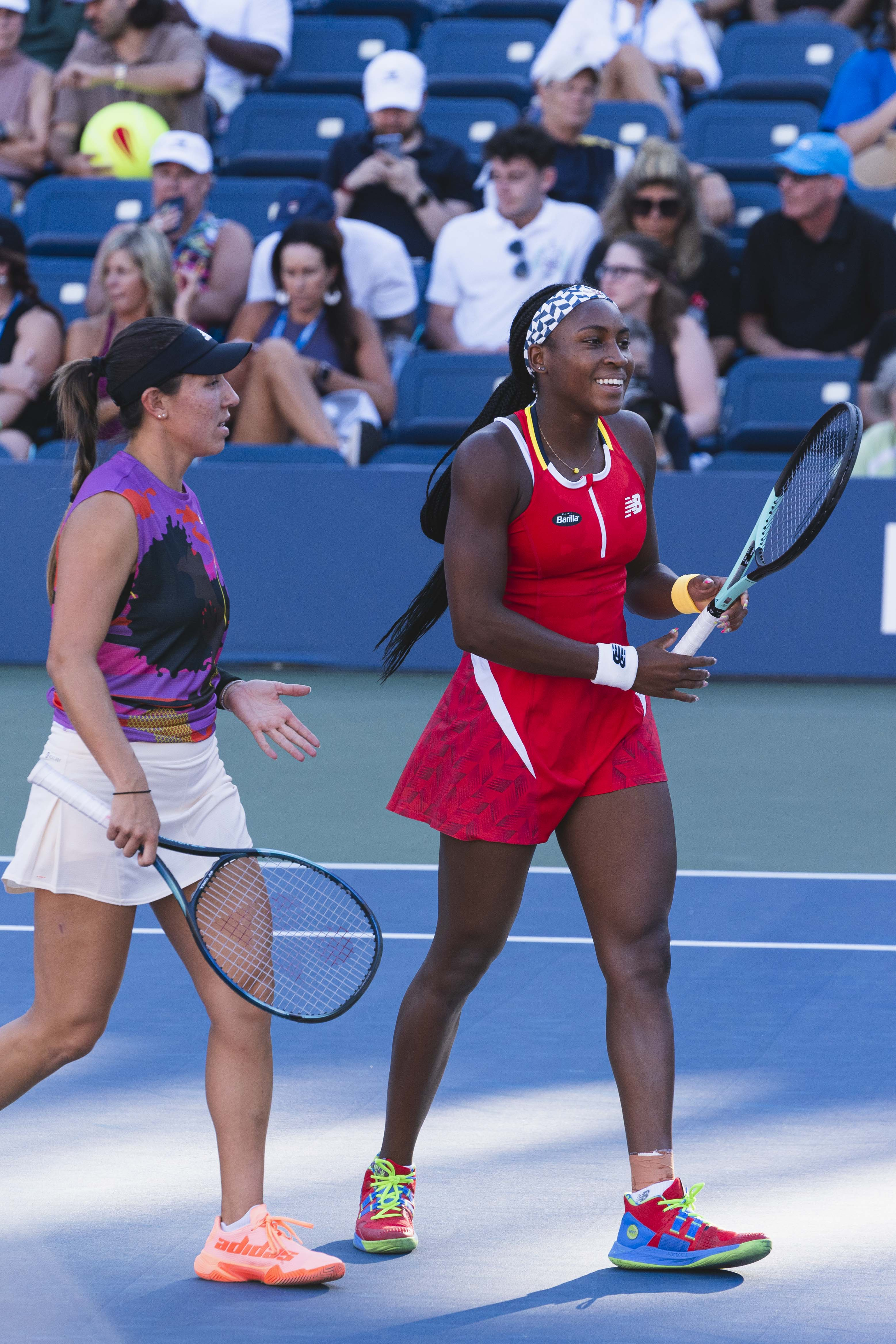
Jessica Pegula et Coco Gauff en doubles à l'US Open 2022.

Elle remporte ensuite ses trois premiers tours à l'US Open contre deux qualifiées, Viktorija Golubic (6-2, 6-2) et Yue Yuan (6-2, 6-7, 6-0) ainsi qu'Aliaksandra Sasnovich (6-4, 6-4) pour obtenir son meilleur résultat dans ce tournoi du Grand Chelem. Elle s'impose en huitièmes de finale contre la Tchèque Petra Kvitová (6-3, 6-2) mais voit son parcours stoppée par Iga Świątek, numéro une mondiale et future vainqueur du tournoi (3-6, 5-7) en quarts de finale.
Elle reprend le circuit un mois plus tard, en octobre et retrouve de nouveau la route de la Polonaise en demi-finale de San Diego. Elle subit sa quatrième défaite sur ses quatre derniers matchs contre elle (6-4, 2-6, 2-6).
Elle vainc lors du tournoi de Guadalajara la vainqueur de Wimbledon, Elena Rybakina, au bout d'un match accroché (2-6, 6-3, 7-6), l'ancienne numéro quatre mondiale Bianca Andreescu (6-4, 6-4) qu'elle affronte pour la première fois, puis sa compatriote Sloane Stephens (6-2, 6-2) et l'ancienne numéro une mondiale, la Biélorusse Victoria Azarenka (7-6, 6-1) pour jouer sa deuxième finale de l'année en simple. Elle s'impose contre la Grecque María Sákkari (6-2, 6-3) et remporte le plus beau titre de sa carrière. Ce titre lui permet d'accéder à la troisième place du classement WTA, son meilleur en carrière.
Elle participe après son titre pour la première fois de sa carrière au Masters de fin d'année réunissant les meilleures joueuses à Fort Worth. Elle y perd cependant ses trois matchs de poule contre Aryna Sabalenka (3-6, 5-7), María Sákkari (6-7, 6-7) et la Tunisienne Ons Jabeur (6-1, 3-6, 3-6). Elle s'incline également avec Coco Gauff lors de ses trois doubles, alors qu'elle évolue à domicile.

### 2023:2etitre en WTA 1000 à Montréal,4etitre à Séoul, finale au Masters, 1/4 à l'Open d'Australie et Wimbledon et titre à Miami en double
Elle commence sa saison par l'Open d'Australie mi-janvier, et atteint pour la troisième année consécutive les quarts de finale en écartant Jaqueline Cristian (6-0, 6-1), Aliaksandra Sasnovich (6-2, 7-6), Marta Kostyuk (6-0, 6-2) et l'ancienne vainqueur de Roland-Garros Barbora Krejčíková (7-5, 6-2). Elle échoue néanmoins à rejoindre les demi-finale pour la cinquième fois dans un tournoi du Grand Chelem en étant battue par l'ancienne lauréate Victoria Azarenka (4-6, 1-6). Un mois plus tard, elle honore son statut de tête de série numéro deux au WTA 1000 de Doha en écartant la Lettone Jeļena Ostapenko (6-2, 2-6, 7-5) et la Brésilienne Beatriz Haddad Maia (6-3, 6-2) pour rallier les demi-finales. Elle s'impose contre la finaliste de l'année précédente, María Sákkari, septième mondiale (6-2, 4-6, 6-1) pour jouer sa première finale de l'année. Elle s'incline sèchement en finale contre la numéro un et tenante du titre Iga Świątek (3-6, 0-6).
Elle élimine la semaine suivante à Dubaï deux qualifiées Viktoriya Tomova (6-2, 5-7, 6-1) et Ana Bogdan (6-4, 6-3) puis profite du forfait de Karolína Muchová pour jouer les demi-finale. Elle est battue par l'ex numéro deux mondiale Barbora Krejčíková (1-6, 7-5, 0-6), future vainqueur du tournoi. Plus tard à Indian Wells elle bat l'Italienne Camila Giorgi (3-6, 6-1, 6-2) et la Russe Anastasia Potapova (3-6, 6-4, 7-5) mais est défaite par la Tchèque Petra Kvitová pour la quatrième fois en cinq matchs (2-6, 6-3, 6-7) en huitièmes de finale. La semaine suivante, elle confirme sa régularité en sortant la qualifiée Katherine Sebov (6-3, 6-1), sa compatriote Danielle Collins (6-1, 7-6), la demi-finaliste de l'Open d'Australie Magda Linette (6-1, 7-5) au tournoi de Miami. En quarts de finale, elle dispose de la Russe Anastasia Potapova (4-6, 6-3, 7-6) pour disputer sa deuxième demi-finale en WTA 1000 de l'année. Comme l'année précédente, elle est sortie à ce stade, cette fois-ci par la Kazakhe Elena Rybakina, finaliste de l'Open d'Australie en début d'année et lauréate d'Indian Wells une semaine plus tôt (6-7, 4-6).
En double, elle remporte le tournoi avec sa compatriote Coco Gauff contre la paire Fernandez-Townsend (7-6, 6-2), leur troisième Masters 1000 en double et le premier de l'année.
Elle commence la saison sur terre battue dans son pays natal, à Charleston. Tête de série numéro une, elle se défait d'Anna Blinkova (6-2, 6-0), de la Roumaine Irina-Camelia Begu (7-5, 4-6, 6-4) et de l'ancienne numéro deux Paula Badosa (6-3, 7-6) pour rejoindre les demi-finale. Elle échoue à se qualifier de nouveau en finale, éliminée par la Suissesse Belinda Bencic, tenante du titre (5-7, 6-7). Elle reprend la terre battue quelques semaines plus tard à Madrid où elle avait été finaliste l'année passée. Après des victoires sur Magdalena Fręch (7-6, 6-3), Marie Bouzková (6-4, 7-6) et l'ancienne demi-finaliste de Roland Garros Martina Trevisan (6-3, 2-6, 6-3), elle bute sur la Russe Veronika Kudermetova (4-6, 6-0, 4-6) qu'elle affronte pour la première fois. À Rome, elle est battue d'entrée par sa compatriote Taylor Townsend en trois sets (2-6, 6-3, 3-6), sa première défaite d'entrée dans un WTA 1000 depuis un peu plus d'un an.

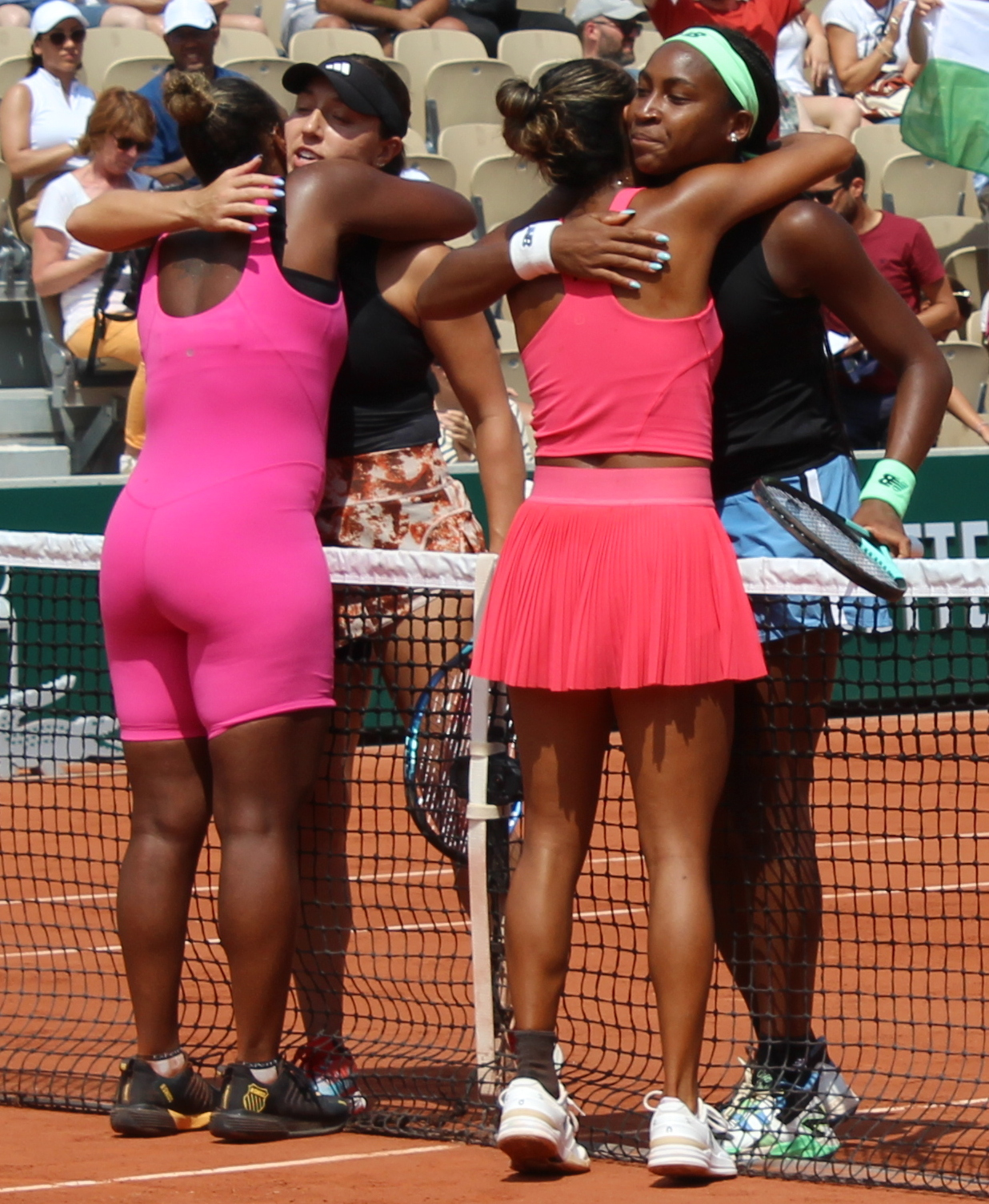
Jessica Pegula et Coco Gauff après leur demi-finale perdue à Roland Garros.

Elle s'impose contre sa compatriote Danielle Collins, ancienne Top 10 (6-4, 6-2) au premier tour de Roland-Garros et profite de l'abandon de Camila Giorgi (6-2 ab.) pour rejoindre le troisième tour. Elle affronte à ce stade la Belge Elise Mertens qui atteint ce stade pour la septième fois en sept participations et perd (1-6, 3-6). Elle se défait fin juin de la révélation de l'année dernière, la Chinoise Zheng Qinwen(6-3, 6-4) et de la qualifiée Camila Osorio (6-2, 1-6, 6-3) pour atteindre les quarts de finale d'Eastbourne. Confrontée à sa partenaire de double et amie Coco Gauff, elle s'incline (3-6, 3-6).
Début juillet, elle s'impose contre sa compatriote Lauren Davis (6-2, 6-7, 6-3), ainsi que face à Cristina Bucșa (6-1, 6-4) et Elisabetta Cocciaretto (6-4, 6-0) qui dispute le troisième tour à Wimbledon pour la première fois. Cette victoire lui permet les huitièmes de finale, son meilleur résultat jusqu'ici à Wimbledon. Elle affronte l'Ukrainienne Lesia Tsurenko, émoussée par son match précédent et passe facilement (6-1, 6-3). Elle gagne ainsi le droit de disputer les quarts de finale du tournoi londonien, le seul Grand Chelem qu'il lui manquait à ce stade. Pour son sixième quart de finale en Grand Chelem, elle perd encore à ce stade, éliminée par la Tchèque Markéta Vondroušová, ancienne finaliste à Roland Garros (4-6, 6-2, 4-6) et future vainqueur du tournoi.
Elle retrouve le circuit début août à Washington. Tête de série numéro une, elle écarte une repêchée, sa compatriote Peyton Stearns (6-3, 6-4) ainsi que l'invitée Elina Svitolina, demi-finaliste sur le gazon londonien (4-6, 6-3, 6-4). Arrivée en demi-finale, elle s'incline contre la neuvième mondiale, María Sákkari (3-6, 6-4, 2-6) qui la bat pour la cinquième fois en huit confrontations. Elle s'envole vers le Nord pour disputer quelques jours plus tard l'Open du Canada, un tournoi qui lui réussit. Elle écarte d'abord en deux sets Yulia Putintseva (6-4, 6-4) puis l'Italienne Jasmine Paolini (6-4, 6-0) avant de jouer en quarts de finale sa compatriote et amie Coco Gauff, vainqueur de Washington juste avant le tournoi. Elle prend contre elle sa revanche de la défaite à Eastbourne (6-2, 5-7, 7-5) et rallie les demi-finale où elle retrouve la numéro une mondiale Iga Świątek. Livrant un beau match, elle domine la Polonaise (6-2, 6-7, 6-4) et rejoint la finale du tournoi. Confrontée à Liudmila Samsonova, novice à ce niveau et qui a joué sa demi-finale le même jour en raison de la pluie, elle écrase son adversaire (6-1, 6-0) et remporte son deuxième WTA 1000 en carrière et son premier titre de la saison.
Elle renverse la situation la semaine suivante à Cincinnati, où, mal embarquée, elle gagne son match contre la qualifiée Martina Trevisan (6-7, 6-2, 6-3) puis s'incline, fatiguée, contre Marie Bouzková (4-6, 0-6). Disputant le dernier Grand Chelem de l'année dans son pays natal, elle fait figure d'une prétendante possible au titre avec sa partenaire de double Coco Gauff. Elle domine à l'US Open d'abord aisément l'Italienne Camila Giorgi (6-2, 6-2), la Roumaine Patricia Maria Țig (6-3, 6-1) puis sort l'Ukrainienne Elina Svitolina, demi-finaliste à Wimbledon (6-4, 4-6, 6-2) pour jouer la deuxième semaine. Elle est battue sèchement à ce stade par sa compatriote Madison Keys, ancienne finaliste ici-même (1-6, 3-6).
Elle revient lors de la tournée asiatique à Tokyo où elle écrase Cristina Bucșa (6-1, 6-2), la tête de série numéro six Daria Kasatkina (6-1, 6-0) et la Grecque María Sákkari (6-2, 6-3), vainqueur la semaine passée du WTA 1000 de Guadalajara. Elle arrive en finale et voit la Russe Veronika Kudermetova l'empêcher d'ajouter un second titre à son palmarès cette année (5-7, 1-6). Pour sa première participation au tournoi de Pékin, début octobre, elle se défait de la Russe Anna Blinkova (6-7, 6-2, 6-1) et s'incline contre la Lettone Jeļena Ostapenko (4-6, 2-6) au deuxième tour.
Elle s'envole ensuite pour Séoul et assume complètement son statut de tête de série numéro une en disposant de Viktória Hrunčáková (6-2, 6-4), de ses compatriotes Ashlyn Krueger (6-3, 6-1) et Claire Liu (4-6, 6-3, 6-0), ainsi que de Yanina Wickmayer (6-4, 6-3) et Yuan Yue en finale (6-2, 6-3).
Surfant sur sa bonne forme, elle retourne sur le continent américain disputer le Masters de fin d'année à Cancun et y brille en déposant la Kazakh Elena Rybakina (7-5, 6-2), la numéro une mondiale Aryna Sabalenka (6-4, 6-3) ainsi que la neuvième mondiale María Sákkari (6-3, 6-2). Elle continue d'afficher sa solidité contre son amie Coco Gauff, récente vainqueur de l'US Open (6-2, 6-1) mais tombe brutalement contre la Polonaise Iga Świątek en finale (1-6, 0-6) en moins d'une heure ce qui permet à la Polonaise de retrouver la place de numéro une.

### 2024:1ertitre WTA 500 à Berlin,3etitre WTA 1000 à Toronto, finale à Cincinnati et première finale en Grand Chelem à Flushing Meadows
L'Américaine commence la saison à Adelaïde où elle renverse sa compatriote repêchée Bernarda Pera (4-6, 6-2, 6-3) et la qualifiée Anastasia Pavlyuchenkova (6-7, 7-5, 6-4) difficilement puis déclare forfait en demi-finale du tournoi, étant malade, contre Daria Kasatkina. Elle gagne son premier tour à l'Open d'Australie contre la qualifiée Rebecca Marino (6-2, 6-4) mais déçoit en s'inclinant au deuxième tour contre la Française Clara Burel (4-6, 2-6) qui atteint pour la première fois de sa carrière le troisième tour du Grand Chelem. Il s'agit alors de son pire résultat depuis trois ans en Grand Chelem. Au début du mois de février, elle décide de ne plus être entraînée par David Witt au bout de cinq ans d'association.
Elle ne fait son retour que début mars à San Diego. Elle sort la qualifiée Allemande Jule Niemeier (6-0, 6-4) au premier tour puis la Russe Anna Blinkova (6-1, 2-6, 6-2) mais est battue par l'Ukrainienne Marta Kostyuk, quart de finaliste à l'Open d'Australie en janvier, en demi-finale du tournoi (6-7, 1-6). Elle subit une deuxième défaite en entrée d'Indian Wells battue par la revancharde Anna Blinkova (2-6, 6-3, 3-6). Elle rebondit néanmoins à Miami en atteignant les quarts de finale après avoir profité de l'abandon de la Chinoise Zhu Lin (6-4, 4-1 ab.) et battu la Canadienne Leylah Fernandez (7-5, 6-4) ainsi que sa compatriote Emma Navarro (7-6, 6-3), qui intègrera le Top 10 en fin de saison. Elle subit la loi d'une autre Russe, Ekaterina Alexandrova en quarts alors qu'elle menait le match (6-3, 4-6, 4-6).
Elle enchaîne avec la terre battue de Charleston où, tête de série numéro une, elle renverse difficilement sa compatriote Amanda Anisimova (3-6, 6-4, 7-6), ancienne demi-finaliste à Roland Garros puis la Polonaise Magda Linette beaucoup plus facilement (6-2, 6-2). Après un nouveau gros duel contre l'ancienne numéro une Victoria Azarenka (6-4, 3-6, 7-6), au cours duquel elle sauve quatre balles de match, elle s'incline aux portes de la finale contre la Russe Daria Kasatkina (4-6, 6-4, 6-7), ayant pourtant servi deux fois pour le gain de la rencontre, spécialiste de la surface. Elle zappe ensuite la suite de la saison sur terre et reprend le circuit WTA mi-juin à S'Hertogenbosh où elle sort facilement la Biélorusse Aliaksandra Sasnovich (6-2, 6-2) mais s'incline dans un duel serré contre la Serbe Aleksandra Krunić (6-7, 7-6, 4-6), ancienne vainqueur qui bat ainsi sa première Top 10 depuis six ans. Elle rebondit néanmoins à Berlin, sortant l'invitée Donna Vekić (6-4, 7-5), demi-finaliste quelques semaines plus tard à Wimbledon et la qualifiée spécialiste de double Kateřina Siniaková (7-6, 3-6, 6-3). Elle rencontre en demi-finale sa compatriote Coco Gauff (7-5, 7-6) et lors de la même journée gagne la finale, sauvant cinq balles de match contre la Russe Anna Kalinskaya (6-7, 6-4, 7-6), devenant la première joueuse américaine depuis Mary Joe Fernández en 1997 à gagner le tournoi. Il s'agit alors de son cinquième titre en carrière, le premier sur herbe. Elle est stoppée juste avant Wimbledon dès son entrée en lice par la locale Emma Raducanu, invitée et 168e mondiale mais ancienne vainqueur de l'US Open en trois manches très serrées (6-4, 6-7, 5-7) malgré une balle de match en sa faveur. Son adversaire remporte ainsi son premier match contre une joueuse du Top 10 en carrière.
Attendue comme un possible second couteau à Wimbledon, elle écrase sa compatriote Ashlyn Krueger (6-2, 6-0) qui dispute son premier match au Temple mais cède contre la Chinoise Wang Xinyu au deuxième tour (4-6, 7-6, 1-6) qui remporte son premier match en carrière contre une Top 10. Elle rebondit à l'occasion de l'Open du Canada dont elle conserve le titre, écartant l'ancienne numéro une Karolína Plíšková (7-5, 6-4), de nouveau Ashlyn Krueger (6-2, 6-4) et Peyton Stearns (6-4, 7-5) ainsi que la Russe Diana Shnaider qui dispute pour la première fois le tournoi (6-4, 6-3) en demi-finale. Elle cède le seul set de son parcours contre une autre Américaine, la surprise Amanda Anisimova (6-3, 2-6, 6-1) en finale, ce qui lui permet de remporter son sixième titre en carrière et son troisième WTA 1000, devenant la première à conserver son titre dans le tournoi depuis Martina Hingis en 2000. Elle enchaîne victorieusement, renversant l'ancienne finaliste Karolína Muchová (5-7, 6-4, 6-2) et écartant facilement sa compatriote qualifiée Taylor Townsend (6-3, 6-2) à Cincinnati. Son quart de finale voit une partie très disputée entre elle et la Canadienne Leylah Fernandez, ancienne finaliste de l'US Open et qui n'avait jamais remporté de match lors de ce tournoi, (7-5, 6-7, 7-6) qu'elle remporte. Pour sa première demi-finale à Cincinnati, elle affronte l'ancienne numéro deux Paula Badosa, titrée à Washington qu'elle écarte non sans mal (6-2, 3-6, 6-3), remportant ainsi son neuvième match consécutif. Elle doit néanmoins renoncer au titre, dominée par la Biélorusse Aryna Sabalenka, numéro trois mondiale et vainqueur de son deuxième Open d'Australie en début de saison (3-6, 5-7).
Elle enchaîne devant son public à l'US Open où elle atteint les quarts de finale. Tête de série numéro 6, elle arrive à ce stade de la compétition sans avoir perdu un seul set. Se sont retrouvées sur son chemin notamment deux compatriotes, Shelby Rogers (6-4, 6-3) au premier tour et l'ancienne numéro quatre Sofia Kenin (7-6, 6-3) au second. Elle enchaîne deux nouvelles victoires contre l'Espagnole Jéssica Bouzas Maneiro (6-3, 6-3) et la Russe Diana Shnaider qui jouent toutes les deux pour la première fois le tournoi (6-4, 6-2). Elle affronte en quarts la Polonaise Iga Swiatek, ancienne vainqueur et numéro 1 mondiale qu'elle défait en deux sets sur le score inverse (6-2, 6-4). Elle parvient ainsi pour la première fois de sa carrière en demi-finale d'un tournoi du Grand Chelem. Elle rencontre à ce stade la Tchèque Karolina Muchova, demi-finaliste l'année passée dont elle vient à bout de manière renversante en trois manches (1-6, 6-4, 6-2), jouant sa première finale de Majeur chez elle. Comme à Cincinnati, elle est confrontée à Aryna Sabalenka et comme précédemment, elle cède en deux manches serrées (5-7, 5-7). 
Elle fait son retour à Pékin où elle est tête de série numéro deux et accède pour la première fois aux huitièmes de finale en capitale chinoise après deux succès sur la jeune Diane Parry (6-1, 7-6) et l'ancienne Top 10 Veronika Kudermetova (6-7, 6-1, 6-2) qu'elle renverse mais voit sa route barrée sèchement par Paula Badosa, en forme sur les derniers mois (4-6, 0-6), ce qui constitue sa première défaite en quatre confrontations contre elle. Elle remporte son premier match en carrière à Wuhan contre Anastasia Potapova sur abandon (6-2, 2-0 ab.) mais voit la locale Wang Xinyu la sortir comme à Wimbledon (3-6, 5-7) et saisir ainsi sa chance de disputer son premier huitième de finale en WTA 1000, parvenant jusqu'au dernier carré. Pour sa troisième participation consécutive au Masters, elle déçoit avec deux défaites en autant de rencontres contre sa compatriote Coco Gauff (3-6, 2-6) et la vainqueur de Wimbledon Barbora Krejčíková (3-6, 3-6). Elle déclare forfait pour son troisième match.

### 2025: 3 titres à Austin, Charleston, Bad Homburg et finale à Miami
Elle commence la saison par le tournoi d’Adélaïde, en y battant l'ancienne numéro trois mondiale Maria Sakkari, repêchée des qualifications qu'elle affronte pour le onzième fois de sa carrière (6-4, 6-1). Elle enchaîne sans perdre un set contre sa compatriote Ashlyn Krueger (6-4,2-0 ab.) et la Kazakhstanaise Yulia Putintseva (7-6, 6-3) avant de tomber pour sa première finale en Australie contre une autre Américaine, Madison Keys, ancienne vainqueur (3-6, 6-4, 1-6). Elle dispute le Majeur australien et remporte deux solides victoires sur la jeune invitée locale Maya Joint qui dispute pour la première fois le tournoi (6-3, 6-0) ainsi que contre l'expérimentée Elise Mertens, finaliste quelques jours avant à Hobart (6-4, 6-2). Elle se voit néanmoins bousculée et éliminée par le Serbe Olga Danilović (6-7, 1-6) qui remporte sa plus belle victoire en terme de classement dans sa carrière jusqu'alors.
Finaliste il y a deux ans à Doha, elle bat coup lors du tournoi qatari Elina Svitolina, récente quart de finaliste à l'Open d'Australie (6-3, 7-6) et la Russe Daria Kasatkina en cédant un jeu de moins (6-3, 7-5). Alors qu'elle est parvenue en quarts de finale et possède un tableau ouvert, elle se fait surprendre par une autre Russe, Ekaterina Alexandrova (6-4, 1-6, 1-6) qui vient d'éliminer la numéro une Aryna Sabalenka au tour précédent. Demi-finaliste la saison dernière à Dubaï, elle affronte une troisième Russe de suite, Liudmila Samsonova à qui elle ne laisse que quatre jeux (6-0, 6-4) mais perd en huitièmes face à la jeune Linda Nosková (3-6, 6-7).
Elle remporte début mars son septième titre en carrière à Austin, y devenant la première Américaine à s'y imposer depuis 46 ans. Elle assume son statut de tête de série numéro une en profitant de l'abandon d'Arantxa Rus (6-3, 3-2 ab.), puis en éliminant facilement Nuria Párrizas Díaz (6-1, 6-3) et Anna Blinkova (6-2, 6-2). Elle lâche son seul set du tournoi contre l'invitée Ajla Tomljanović (6-1, 4-6, 6-3) en demi-finale avant d'écarter sa compatriote McCartney Kessler, vainqueur en début de saison à Hobart (7-5, 6-2). Outsider à Indian Wells, elle écarte l'ancienne demi-finaliste de l'Open d'Australie Magda Linette (6-4, 6-2) ainsi que la Chinoise Wang Xinyu à qui elle ne laisse que des miettes (6-2, 6-1) avant de s'effondrer contre Elina Svitolina qui prend sa revanche (7-5, 1-6, 2-6). Elle performe néanmoins comme à son habitude à Miami, écartant la qualifiée Bernarda Pera (6-4, 6-4) et renversant beaucoup plus difficilement la Russe Anna Kalinskaya (6-7, 6-2, 7-6). S'étant débarrassée de Marta Kostyuk (6-2, 6-3) en huitièmes, elle s'offre une ancienne vainqueur de l'US Open, Emma Raducanu (6-4, 6-7, 6-2) qui joue son premier quart de finale dans la catégorie WTA 1000. Elle rencontre la jeune surprise du tournoi, la Philippine Alexandra Eala, qui n'avait jamais gagné deux matchs de suite en WTA 1000 et tombeuse de Madison Keys, vainqueur de l'Open d'Australie et au tour précédent de la numéro deux Iga Świątek. Son adversaire offre une belle résistance mais plie devant l'expérience de l'Américaine (7-6, 5-7, 6-3) qui rejoint sa sixième finale dans cette catégorie. Opposée pour la première fois depuis la finale de Flushing Meadows à Aryna Sabalenka, toujours numéro une mondiale et finaliste en Australie, elle s'incline pour la troisième fois de suite contre la Biélorusse (5-7, 2-6).
Elle continue d'afficher une forme éclatante à Charleston, écartant sans problèmes la qualifiée Iryna Shymanovich (6-0, 6-3) et l'Australienne Ajla Tomljanović (6-3, 6-2) avant de connaître plus de difficultés face à la tenante du titre Danielle Collins (1-6, 6-3, 6-0) et contre la Russe Ekaterina Alexandrova (6-2, 2-6, 7-5). Elle affronte dans la première finale du tournoi entre joueuse Américaines depuis 42 ans l'ancienne numéro quatre Sofia Kenin. Comme en fin de saison dernière à l'US Open, elle vainc son adversaire, lui permettant de soulever son huitième titre en carrière, le premier sur ocre. Pour son premier tournoi en Europe de la saison, elle vit un parcours  à Stuttgart contrasté, ne laissant que deux jeux contre la Polonaise Magdalena Fręch (6-1, 6-1) mais est battue sèchement par la Russe Ekaterina Alexandrova (0-6, 4-6), revancharde. Elle fait son retour à Madrid et même si elle se montre implacable contre l'Allemande Eva Lys qui joue pour la première fois le tournoi (6-2, 6-2), elle est surprise par la Japonaise Moyuka Uchijima qui remporte pour la première fois de sa carrière un match contre une joueuse du Top 10 (3-6, 2-6). Son troisième tournoi sur terre européenne se solde encore par une victoire, sur Ashlyn Krueger (6-4, 6-2), et par une défaite contre Elise Mertens (5-7, 1-6) qui sort sa première Top 10 depuis deux ans, mais ne rassure pas avant le Majeur parisien, renversée par la Russe Anna Kalinskaya (6-4, 4-6, 2-6) à Strasbourg.
Elle se montre sérieuse lors de ses premiers matchs à Roland-Garros, écartant la Roumaine Anca Todoni (6-2, 6-4), sa compatriote Ann Li (6-3, 7-6) et l'ancienne finaliste Markéta Vondroušová (3-6, 6-4, 6-2). Jouant la surprise Loïs Boisson, 361e mondiale et invitée par les organisateurs, elle voit la locale créer l'exploit (6-3, 4-6, 4-6) et rejoindre les quarts de finale pour son premier Majeur en carrière. Elle perd après le tournoi à Berlin, alors qu'elle est tenante du titre, dès le premier tour dans un match extrêmement serré contre la Russe Liudmila Samsonova (7-6, 5-7, 6-7), qui bat sa première Top 10 sur gazon, mais se ressaisit à Bad Homburg, où elle enlève son troisième titre de la saison et son neuvième en carrière. Elle écarte la qualifiée Kateřina Siniaková, spécialiste de double (6-2, 6-3) puis sa compatriote Emma Navarro, dixième joueuse mondiale (6-4, 1-6, 6-3) ainsi que la jeune Linda Nosková (6-7, 7-5, 6-1) pour rallier la finale. Opposée à Iga Świątek qui dispute sa première finale sur gazon en carrière, elle se montre solide sur les fins de sets (6-4, 7-5) pour devenir la première Américaine à remporter le tournoi. Figurant parmi les favorites du tournoi au Temple, elle est surprise dès son premier match par l'Italienne Elisabetta Cocciaretto (2-6, 3-6), 116e mondiale et qui obtient sa plus belle victoire en carrière et prend sa revanche de l'édition de 2023. Pour Pegula, c'est son élimination la plus précoce en Grand Chelem depuis plus de cinq ans. Devant défendre beaucoup de points sur la tournée américaine de fin d'année, elle démarre mal avec une élimination d'entrée contre la Canadienne Leylah Fernandez, ancienne finaliste de l'US Open (3-6, 6-1, 5-7) à Washington, en tant que tête de série numéro une. Double tenante du titre à l'Open du Canada, elle n'y remporte qu'un seul match, contre l'ancienne numéro trois María Sákkari (7-5, 6-4), renversée au tour suivant par la Lettone Anastasija Sevastova, ancienne onzième mondiale qui revient sur le circuit et qui bat sa première Top 10 depuis cinq saisons. Elle continue d'afficher sa méforme à Cincinnati, n'y obtenant qu'une petite victoire contre Kimberly Birrell (6-4, 6-3) avant de subir la loi de la Polonaise Magda Linette (6-7, 6-3, 3-6).

## Palmarès

### Titres en simple dames
| No | Date       | Nom et lieu du tournoi                                | Catégorie | Dotation    | Surface      | Finaliste          | Score           |          |
| -- | ---------- | ----------------------------------------------------- | --------- | ----------- | ------------ | ------------------ | --------------- | -------- |
| 1  | 29-07-2019 | Citi Open, Washington                                 | Intern'l  | 226 750 $   | Dur (ext.)   | Camila Giorgi      | 6-2, 6-2        | Parcours |
| 2  | 17-10-2022 | Guadalajara Open Akron, Guadalajara                   | WTA 1000  | 2 527 250 $ | Dur (ext.)   | María Sákkari      | 6-2, 6-3        | Parcours |
| 3  | 07-08-2023 | Omnium Banque Nationale présenté par Rogers, Montréal | WTA 1000  | 2 788 468 $ | Dur (ext.)   | Liudmila Samsonova | 6-1, 6-0        | Parcours |
| 4  | 09-10-2023 | Hana Bank Korea Open, Séoul                           | WTA 250   | 259 303 $   | Dur (ext.)   | Yuan Yue           | 6-2, 6-3        | Parcours |
| 5  | 17-06-2024 | ecotrans Ladies Open, Berlin                          | WTA 500   | 922 573 $   | Gazon (ext.) | Anna Kalinskaya    | 60-7, 6-4, 7-63 | Parcours |
| 6  | 06-08-2024 | National Bank Open presented by Rogers, Toronto       | WTA 1000  | 3 211 715 $ | Dur (ext.)   | Amanda Anisimova   | 6-3, 2-6, 6-1   | Parcours |
| 7  | 24-02-2025 | ATX Open, Austin                                      | WTA 250   | 275 094 $   | Dur (ext.)   | McCartney Kessler  | 7-5, 6-2        | Parcours |
| 8  | 31-03-2025 | Credit One Charleston Open, Charleston                | WTA 500   | 1 064 510 $ | Terre (ext.) | Sofia Kenin        | 6-3, 7-5        | Parcours |
| 9  | 22-06-2025 | Bad Homburg Open powered by Solarwatt, Bad Homburg    | WTA 500   | 1 064 510 $ | Gazon (ext.) | Iga Świątek        | 6-4, 7-5        | Parcours |

### Finales en simple dames
| No | Date       | Nom et lieu du tournoi                             | Catégorie | Dotation    | Surface         | Vainqueure           | Score         |          |
| -- | ---------- | -------------------------------------------------- | --------- | ----------- | --------------- | -------------------- | ------------- | -------- |
| 1  | 10-09-2018 | Coupe Banque Nationale présentée par Mazda, Québec | Intern'l  | 250 000 $   | Moquette (int.) | Pauline Parmentier   | 7-5, 6-2      | Parcours |
| 2  | 06-01-2020 | ASB Classic, Auckland                              | Intern'l  | 251 750 $   | Dur (ext.)      | Serena Williams      | 6-3, 6-4      | Parcours |
| 3  | 28-04-2022 | Mutua Madrid Open, Madrid                          | WTA 1000  | 6 575 560 $ | Terre (ext.)    | Ons Jabeur           | 7-5, 0-6, 6-2 | Parcours |
| 4  | 13-02-2023 | Qatar TotalEnergies Open, Doha                     | WTA 500   | 780 637 $   | Dur (ext.)      | Iga Świątek          | 6-3, 6-0      | Parcours |
| 5  | 25-09-2023 | Toray Pan Pacific Open, Tokyo                      | WTA 500   | 780 637 $   | Dur (ext.)      | Veronika Kudermetova | 7-5, 6-1      | Parcours |
| 6  | 29-10-2023 | GNP Seguros WTA Finals Cancún, Cancún              | Masters   | 9 000 000 $ | Dur (ext.)      | Iga Świątek          | 6-1, 6-0      | Parcours |
| 7  | 13-08-2024 | Cincinnati Open, Cincinnati                        | WTA 1000  | 3 211 715 $ | Dur (ext.)      | Aryna Sabalenka      | 6-3, 7-5      | Parcours |
| 8  | 26-08-2024 | US Open, Flushing Meadows                          | G. Chelem | NC          | Dur (ext.)      | Aryna Sabalenka      | 7-5, 7-5      | Parcours |
| 9  | 06-01-2025 | Adélaïde International, Adélaïde                   | WTA 500   | 1 064 510 $ | Dur (ext.)      | Madison Keys         | 6-3, 4-6, 6-1 | Parcours |
| 10 | 18-03-2025 | Miami Open presented by Itaú, Miami                | WTA 1000  | 8 963 700 $ | Dur (ext.)      | Aryna Sabalenka      | 7-5, 6-2      | Parcours |

### Titres en double dames
| No | Date       | Nom et lieu du tournoi                         | Catégorie | Dotation    | Surface    | Partenaire     | Finalistes                           | Score             |          |
| -- | ---------- | ---------------------------------------------- | --------- | ----------- | ---------- | -------------- | ------------------------------------ | ----------------- | -------- |
| 1  | 04-01-2022 | Melbourne Summer Set 1 Melbourne               | WTA 250   | 239 477 $   | Dur (ext.) | Asia Muhammad  | Jasmine Paolini Sara Errani          | 6-3, 6-1          | Parcours |
| 2  | 20-02-2022 | Qatar Totalenergies Open Doha                  | WTA 1000  | 2 331 698 $ | Dur (ext.) | Coco Gauff     | Veronika Kudermetova Elise Mertens   | 3-6, 7-5, [10-5]  | Parcours |
| 3  | 01-08-2022 | Citi Open Washington                           | WTA 250   | 251 750 $   | Dur (ext.) | Erin Routliffe | Anna Kalinskaya Catherine McNally    | 6-3, 5-7, [12-10] | Parcours |
| 4  | 08-08-2022 | National Bank Open Presented by Rogers Toronto | WTA 1000  | 2 697 250 $ | Dur (ext.) | Coco Gauff     | Nicole Melichar-Martinez Ellen Perez | 6-4, 65-7, [10-5] | Parcours |
| 5  | 10-10-2022 | San Diego Open San Diego                       | WTA 500   | 757 900 $   | Dur (ext.) | Coco Gauff     | Gabriela Dabrowski Giuliana Olmos    | 1-6, 7-5, [10-4]  | Parcours |
| 6  | 13-02-2023 | Qatar TotalEnergies Open Doha                  | WTA 500   | 780 637 $   | Dur (ext.) | Coco Gauff     | Lyudmyla Kichenok Jeļena Ostapenko   | 6-4, 2-6, [10-7]  | Parcours |
| 7  | 21-03-2023 | Miami Open presented by Itaú Miami             | WTA 1000  | 8 800 000 $ | Dur (ext.) | Coco Gauff     | Leylah Fernandez Taylor Townsend     | 7-66, 6-2         | Parcours |

### Finales en double dames
| No | Date       | Nom et lieu du tournoi           | Catégorie | Dotation     | Surface      | Vainqueures                           | Partenaire       | Score         |          |
| -- | ---------- | -------------------------------- | --------- | ------------ | ------------ | ------------------------------------- | ---------------- | ------------- | -------- |
| 1  | 22-05-2022 | Roland-Garros Paris              | G. Chelem | 43 600 000 € | Terre (ext.) | Caroline Garcia Kristina Mladenovic   | Coco Gauff       | 2-6, 6-3, 6-2 | Parcours |
| 2  | 25-04-2023 | Mutua Madrid Open Madrid         | WTA 1000  | 7 652 174 $  | Terre (ext.) | Victoria Azarenka Beatriz Haddad Maia | Coco Gauff       | 6-1, 6-4      | Parcours |
| 3  | 09-05-2023 | Internazionali BNL d'Italia Rome | WTA 1000  | 3 572 618 $  | Terre (ext.) | Storm Hunter Elise Mertens            | Coco Gauff       | 6-4, 6-4      | Parcours |
| 4  | 26-02-2024 | San Diego Open San Diego         | WTA 500   | 922 573 $    | Dur (ext.)   | N. Melichar-Martinez Ellen Perez      | Desirae Krawczyk | 6-1, 6-2      | Parcours |
| 5  | 07-10-2024 | Wuhan Open Wuhan                 | WTA 1000  | 3 221 715 $  | Dur (ext.)   | Anna Danilina Irina Khromacheva       | Asia Muhammad    | 6-3, 7-66     | Parcours |

### Finale en simple en WTA 125
| No | Date       | Nom et lieu du tournoi                  | Catégorie | Dotation  | Surface    | Vainqueure       | Score         |          |
| -- | ---------- | --------------------------------------- | --------- | --------- | ---------- | ---------------- | ------------- | -------- |
| 1  | 21-01-2019 | Oracle Challenger Series, Newport Beach | WTA 125   | 150 000 $ | Dur (ext.) | Bianca Andreescu | 0-6, 6-4, 6-2 | Parcours |

### Titre en double en WTA 125
| No | Date       | Nom et lieu du tournoi           | Catégorie | Dotation  | Surface    | Partenaire     | Finalistes                      | Score            |          |
| -- | ---------- | -------------------------------- | --------- | --------- | ---------- | -------------- | ------------------------------- | ---------------- | -------- |
| 1  | 12-11-2018 | Oracle Challenger Series Houston | WTA 125   | 140 000 $ | Dur (ext.) | Maegan Manasse | Desirae Krawczyk Giuliana Olmos | 1-6, 6-4, [10-8] | Parcours |

### Finale en double en WTA 125
| No | Date       | Nom et lieu du tournoi                             | Catégorie | Dotation  | Surface    | Vainqueures                   | Partenaire        | Score    |          |
| -- | ---------- | -------------------------------------------------- | --------- | --------- | ---------- | ----------------------------- | ----------------- | -------- | -------- |
| 1  | 02-03-2020 | Oracle Challenger Series Indian Wells Indian Wells | WTA 125   | 150 000 $ | Dur (ext.) | Asia Muhammad Taylor Townsend | Catherine McNally | 6-4, 6-4 | Parcours |

## Parcours en Grand Chelem

### Finale (1)
| Année | Tournoi | Adversaire en finale | Score    |
| 2024  | US Open | Aryna Sabalenka      | 5-7, 5-7 |

### En simple dames
| Année | Open d'Australie | Open d'Australie  | Internationaux de France | Internationaux de France | Wimbledon       | Wimbledon              | US Open         | US Open              |
| ----- | ---------------- | ----------------- | ------------------------ | ------------------------ | --------------- | ---------------------- | --------------- | -------------------- |
| 2011  | —                | —                 | —                        | —                        | —               | —                      | Q2              | Edina Gallovits-Hall |
| 2012  | —                | —                 | —                        | —                        | —               | —                      | Q2              | Catalina Castaño     |
| 2013  | Q1               | Vera Dushevina    | Q2                       | Zuzana Kučová            | Q1              | Çağla Büyükakçay       | —               | —                    |
|       |                  |                   |                          |                          |                 |                        |                 |                      |
| 2015  | —                | —                 | Q3                       | Paula Kania              | Q3              | Sachia Vickery         | 2e tour (1/32)  | Dominika Cibulková   |
| 2016  | Q2               | Zhang Kailin      | Q1                       | Kateryna Kozlova         | Q2              | Julia Boserup          | 1er tour (1/64) | Agnieszka Radwańska  |
| 2017  | —                | —                 | —                        | —                        | —               | —                      | Q1              | Stefanie Vögele      |
| 2018  | —                | —                 | —                        | —                        | —               | —                      | Q3              | Patty Schnyder       |
| 2019  | —                | —                 | 1er tour (1/64)          | Ashleigh Barty           | 1er tour (1/64) | Mihaela Buzărnescu     | 1er tour (1/64) | Alizé Cornet         |
| 2020  | 1er tour (1/64)  | Taylor Townsend   | 1er tour (1/64)          | Aryna Sabalenka          | Annulé          | Annulé                 | 3e tour (1/16)  | Petra Kvitová        |
| 2021  | 1/4 de finale    | Jennifer Brady    | 3e tour (1/16)           | Sofia Kenin              | 2e tour (1/32)  | Liudmila Samsonova     | 3e tour (1/16)  | Belinda Bencic       |
| 2022  | 1/4 de finale    | Ashleigh Barty    | 1/4 de finale            | Iga Świątek              | 3e tour (1/16)  | Petra Martić           | 1/4 de finale   | Iga Świątek          |
| 2023  | 1/4 de finale    | Victoria Azarenka | 3e tour (1/16)           | Elise Mertens            | 1/4 de finale   | M. Vondroušová         | 1/8 de finale   | Madison Keys         |
| 2024  | 2e tour (1/32)   | Clara Burel       | —                        | —                        | 2e tour (1/32)  | Wang Xinyu             | Finale          | Aryna Sabalenka      |
| 2025  | 3e tour (1/16)   | Olga Danilović    | 1/8 de finale            | Loïs Boisson             | 1er tour (1/64) | Elisabetta Cocciaretto |                 |                      |

N.B. : à droite du résultat se trouve le nom de l'ultime adversaire.

### En double dames
| Année | Open d'Australie                                                                     | Open d'Australie                                                                     | Internationaux de France                                                           | Internationaux de France                                                              | Wimbledon                                                                        | Wimbledon                                                                         | US Open                                                                              | US Open |
| ----- | ------------------------------------------------------------------------------------ | ------------------------------------------------------------------------------------ | ---------------------------------------------------------------------------------- | ------------------------------------------------------------------------------------- | -------------------------------------------------------------------------------- | --------------------------------------------------------------------------------- | ------------------------------------------------------------------------------------ | ------- |
| 2011  | —                                                                                    | —                                                                                    | —                                                                                  | —                                                                                     | —                                                                                | —                                                                                 | 1/8 de finale T. Townsend \|\| style="text-align:left;" \| V. King Y. Shvedova       |         |
| 2012  | —                                                                                    | —                                                                                    | —                                                                                  | —                                                                                     | —                                                                                | —                                                                                 | 2e tour (1/16) M. Keys \|\| style="text-align:left;" \| E. Makarova E. Vesnina       |         |
|       |                                                                                      |                                                                                      |                                                                                    |                                                                                       |                                                                                  |                                                                                   |                                                                                      |         |
| 2015  | —                                                                                    | —                                                                                    | —                                                                                  | —                                                                                     | —                                                                                | —                                                                                 | 1er tour (1/32) M. Oudin \|\| style="text-align:left;" \| T. Bacsinszky Chuang C.-j. |         |
| 2016  | —                                                                                    | —                                                                                    | —                                                                                  | —                                                                                     | —                                                                                | —                                                                                 | 1er tour (1/32) S. Crawford \|\| style="text-align:left;" \| L. Kichenok N. Kichenok |         |
|       |                                                                                      |                                                                                      |                                                                                    |                                                                                       |                                                                                  |                                                                                   |                                                                                      |         |
| 2019  | —                                                                                    | —                                                                                    | 1/8 de finale D. Krawczyk \|\| style="text-align:left;" \| E. Mertens A. Sabalenka | 1er tour (1/32) M. Sanchez \|\| style="text-align:left;" \| T. Babos K. Mladenovic    | 1er tour (1/32) D. Krawczyk \|\| style="text-align:left;" \| C. Dolehide V. King |                                                                                   |                                                                                      |         |
| 2020  | 2e tour (1/16) D. Krawczyk \|\| style="text-align:left;" \| S. Kenin B. Mattek-Sands | 1/4 de finale A. Muhammad \|\| style="text-align:left;" \| N. Melichar I. Świątek    | Annulé                                                                             | Annulé                                                                                | 2e tour (1/8) S. Rogers \|\| style="text-align:left;" \| E. Mertens A. Sabalenka |                                                                                   |                                                                                      |         |
| 2021  | 1er tour (1/32) A. Muhammad \|\| style="text-align:left;" \| S. Aoyama E. Shibahara  | 2e tour (1/16) A. Muhammad \|\| style="text-align:left;" \| L. Hradecká L. Siegemund | 3e tour (1/8) A. Muhammad \|\| style="text-align:left;" \| Hsieh S.-w. E. Mertens  | 1er tour (1/32) A. Muhammad \|\| style="text-align:left;" \| A. Krueger R. Montgomery |                                                                                  |                                                                                   |                                                                                      |         |
| 2022  | 2e tour (1/16) A. Muhammad \|\| style="text-align:left;" \| D. Collins D. Krawczyk   | Finale C. Gauff                                                                      | C. Garcia K. Mladenovic                                                            | —                                                                                     | —                                                                                | 1er tour (1/32) C. Gauff \|\| style="text-align:left;" \| D. Saville L. Fernandez |                                                                                      |         |
| 2023  | 1/2 finale C. Gauff \|\| style="text-align:left;" \| S. Aoyama E. Shibahara          | 1/2 finale C. Gauff \|\| style="text-align:left;" \| L. Fernandez T. Townsend        | 1/8 de finale C. Gauff \|\| style="text-align:left;" \| L. Siegemund V. Zvonareva  | 1/4 de finale C. Gauff \|\| style="text-align:left;" \| Hsieh S.-w. Wang Xn.          |                                                                                  |                                                                                   |                                                                                      |         |
| 2024  | —                                                                                    | —                                                                                    | —                                                                                  | —                                                                                     | 1/4 de finale C. Gauff \|\| style="text-align:left;" \| Hsieh S.-w. E. Mertens   | —                                                                                 | —                                                                                    |         |

N.B. : le nom de la partenaire se trouve sous le résultat ; les noms des ultimes adversaires se trouvent à droite.

### En double mixte
| 2021 | —                                                                                       | —                                                                                     | — | — | 1er tour (1/32) N. Skupski \|\| style="text-align:left;" \| T. Moore A. Fery  | 1/2 finale A. Krajicek \|\| style="text-align:left;" \| D. Krawczyk J. Salisbury |
| 2022 | 1er tour (1/16) A. Krajicek \|\| style="text-align:left;" \| M. Ninomiya A.U.H. Qureshi | 1er tour (1/16) A. Krajicek \|\| style="text-align:left;" \| D. Schuurs M. Middelkoop | — | — | 2e tour (1/8) A. Krajicek \|\| style="text-align:left;" \| S. Stosur M. Ebden |                                                                                  |
| 2023 | 1er tour (1/16) A. Krajicek \|\| style="text-align:left;" \| B. Mattek-Sands M. Pavić   | 1er tour (1/16) A. Krajicek \|\| style="text-align:left;" \| E. Lechemia A. Olivetti  | — | — | Finale A. Krajicek                                                            | A. Danilina H. Heliövaara                                                        |

N.B. : le nom du partenaire se trouve sous le résultat ; les noms des ultimes adversaires se trouvent à droite.

## Parcours en «Premier» et WTA 1000
Les tournois WTA « Premier Mandatory » et « Premier 5 » (entre 2009 et 2020) et WTA 1000 (à partir de 2021) constituent les catégories d'épreuves les plus prestigieuses, après les quatre levées du Grand Chelem. 

De 2009 à 2023, les tournois Premier Mandatory (dits tournois WTA 1000 obligatoires entre 2021 et 2023) regroupent Indian Wells, Miami, Madrid et Pékin, les autres constituant les tournois Premier 5 (tournois WTA 1000 non-obligatoires). À partir de 2024, le nombre de tournois WTA 1000 passe à 10 par saison (fin de l’alternance Doha / Dubaï), ces derniers devenant tous obligatoires et offrant tous 1000 points à la vainqueure (contre 900 points précédemment pour les tournois Premier 5).

### En simple dames
| Année |       |                              |                          |                            |                              |                              |                            |                             |                            |                             |  |                           |
| Doha  | Dubaï | Indian Wells                 | Miami                    | Madrid                     | Rome                         | Canada                       | Cincinnati                 | Pékin                       |                            | Wuhan                       |  |                           |
| Doha  | Dubaï | Indian Wells                 | Miami                    | Madrid                     | Rome                         | Canada                       | Cincinnati                 | Pékin                       | Guadalajara                |                             |  |                           |
| Doha  | Dubaï | Indian Wells                 | Miami                    | Madrid                     | Rome                         | Canada                       | Cincinnati                 | Pékin                       |                            |                             |  |                           |
| 2019  |       | WTA 500                      |                          |                            | 1er tour (1/64) J. Konta     |                              |                            |                             | 1er tour (1/32) Z. Diyas   |                             |  | 1er tour (1/32) P. Hercog |
| 2020  |       |                              | WTA 500                  | Annulé                     | Annulé                       | Annulé                       |                            | Annulé                      | 1/4 de finale E. Mertens   | Annulé                      |  | Annulé                    |
| 2021  |       | WTA 500                      | 1/4 de finale E. Mertens | 1/4 de finale V. Azarenka  | 4e tour (1/8) M. Sákkari     | 3e tour (1/8) A. Sabalenka   | 1/4 de finale P. Martić    | 1/2 finale C. Giorgi        | 3e tour (1/8) Ka. Plíšková | Annulé                      |  | Annulé                    |
| 2022  |       | 3e tour (1/8) M. Sákkari     | WTA 500                  | 2e tour (1/32) M. Bouzková | 1/2 finale I. Świątek        | Finale O. Jabeur             | 3e tour (1/8) A. Sabalenka | 1/2 finale S. Halep         | 1/4 de finale C. Garcia    | Hors calendrier             |  | Victoire M. Sákkari       |
| 2023  |       | WTA 500                      | 1/2 finale B. Krejčíková | 4e tour (1/8) P. Kvitová   | 1/2 finale E. Rybakina       | 1/4 de finale V. Kudermetova | 2e tour (1/32) T. Townsend | Victoire L. Samsonova       | 3e tour (1/8) M. Bouzková  | 3e tour (1/16) J. Ostapenko |  |                           |
| 2024  |       |                              |                          | 2e tour (1/32) A. Blinkova | 1/4 de finale E. Alexandrova |                              |                            | Victoire A. Anisimova       | Finale A. Sabalenka        | 4e tour (1/8) P. Badosa     |  | 3e tour (1/8) Wang Xn.    |
| 2025  |       | 1/4 de finale E. Alexandrova | 3e tour (1/8) L. Nosková | 4e tour (1/8) E. Svitolina | Finale A. Sabalenka          | 3e tour (1/16) M. Uchijima   | 3e tour (1/16) E. Mertens  | 3e tour (1/16) A. Sevastova | 3e tour (1/16) M. Linette  |                             |  |                           |

Sous le résultat, l’ultime adversaire.
1. 1 2   Les tournois de Doha et Dubaï alternent le statut de tournoi WTA 1000 (ex Premier 5) entre 2009 et 2023 : les trois premières éditions ont lieu à Dubaï, les trois suivantes à Doha, puis Dubaï accueille le tournoi de cette catégorie les années impaires et Dubaï les années paires. De 2011 à 2023, la ville qui n’accueille pas de WTA 1000 organise à la place un tournoi WTA 500 (ex Premier).
2. 1 2 3 4 5 6 7   L’ordre de déroulement des tournois a évolué depuis 2009 : Rome se dispute avant Madrid et Cincinnati avant Montréal/Toronto jusqu’en 2010, tandis que Tokyo (2009-2013)-Wuhan (2014-2019, 2024-)-Guadalajara (2022-2023) ont lieu avant Pékin jusqu’en 2023.
3. 1 2 3 4 5 6 7 8  Du fait de la pandémie de Covid-19, les tournois d’Indian Wells, de Miami, de Madrid, du Canada, de Wuhan et de Pékin sont annulés en 2020. Ces deux derniers le sont également en 2021. Pour des raisons d’organisation, le tournoi de Cincinnati 2020 a exceptionnellement lieu à Flushing Meadows à New York.
4. ↑  Le 1er décembre 2021, le président de la WTA, Steve Simon, annonce que tous les tournois prévus en Chine et à Hong Kong sont suspendus à partir de 2022, en raison de préoccupations concernant la sécurité et le bien-être de la joueuse de tennis chinoise Peng Shuai après ses allégations de relations sexuelles non-consenties avec Zhang Gaoli, membre de haut rang du Parti communiste chinois. Le tournoi de Pékin revient en 2023. Le tournoi de Guadalajara remplace celui de Wuhan pendant deux ans, ce dernier réapparaissant en 2024.

## Parcours au Masters

### En simple dames
| # | Date       | Nom de l'édition      | ($)       | Surface    | Résultat              | Ultime adversaire | Score         |          |
| - | ---------- | --------------------- | --------- | ---------- | --------------------- | ----------------- | ------------- | -------- |
| 1 | 31/10/2022 | WTA Finals Fort Worth | 5 000 000 | Dur (int.) | Round Robin (défaite) | María Sákkari     | 6-7, 64-7     | Parcours |
| 1 | 31/10/2022 | WTA Finals Fort Worth | 5 000 000 | Dur (int.) | Round Robin (défaite) | Ons Jabeur        | 6-1, 3-6, 3-6 | Parcours |
| 1 | 31/10/2022 | WTA Finals Fort Worth | 5 000 000 | Dur (int.) | Round Robin (défaite) | Aryna Sabalenka   | 3-6, 5-7      | Parcours |
| 2 | 29/10/2023 | WTA Finals Cancún     | 9 000 000 | Dur (ext.) | Finale                | Iga Świątek       | 1-6, 0-6      | Parcours |

### En double dames
| # | Date       | Nom de l'édition      | ($)       | Surface    | Résultat    | Partenaire | Ultimes adversaires                   | Score            |          |
| - | ---------- | --------------------- | --------- | ---------- | ----------- | ---------- | ------------------------------------- | ---------------- | -------- |
| 1 | 31/10/2022 | WTA Finals Fort Worth | 5 000 000 | Dur (int.) | Round Robin | Coco Gauff | Barbora Krejčíková Kateřina Siniaková | 6-2, 6-1         | Parcours |
| 2 | 29/10/2023 | WTA Finals Cancún     | 9 000 000 | Dur (ext.) | Round Robin | Coco Gauff | Laura Siegemund Vera Zvonareva        | 3-6, 6-4, [10-8] | Parcours |

## Parcours aux Jeux olympiques

### En simple dames
| # | Date       | Nom de l'olympiade         | Surface             | Résultat        | Ultime adversaire | Score     |          |
| - | ---------- | -------------------------- | ------------------- | --------------- | ----------------- | --------- | -------- |
| 1 | 31/07/2021 | Olympic Tennis Event Tokyo | Dur (ext.)          | 1er tour (1/32) | Belinda Bencic    | 6-3, 6-3  | Parcours |
| 2 | 27/07/2024 | Olympic Tennis Event Paris | Terre battue (ext.) | 2e tour (1/16)  | Elina Svitolina   | 7-63, 6-2 | Parcours |

### En double dames
| # | Date       | Nom de l'olympiade         | Surface             | Résultat      | Partenaire            | Ultimes adversaires            | Score            |          |
| - | ---------- | -------------------------- | ------------------- | ------------- | --------------------- | ------------------------------ | ---------------- | -------- |
| 1 | 31/07/2021 | Olympic Tennis Event Tokyo | Dur (ext.)          | 1/4 de finale | Bethanie Mattek-Sands | Laura Pigossi Luisa Stefani    | 1-6, 6-3, [10-6] | Parcours |
| 2 | 27/07/2024 | Olympic Tennis Event Paris | Terre battue (ext.) | 2e tour (1/8) | Coco Gauff            | Karolína Muchová Linda Nosková | 2-6, 6-4, [10-5] | Parcours |

## Classements WTA en fin de saison
| Année          | 2009 | 2010 | 2011 | 2012 | 2013 | 2014 | 2015 | 2016 | 2017 | 2018 | 2019 | 2020 | 2021 | 2022 | 2023 | 2024 |
| Rang en simple | 922  | 855  | 288  | 147  | 206  | 775  | 151  | 165  | 632  | 125  | 76   | 62   | 18   | 3    | 5    | 7    |
| Rang en double | –    | –    | 162  | 114  | 154  | 907  | 350  | 189  | 318  | 148  | 120  | 87   | 50   | 6    | 3    | 48   |

Source : (en) Classements de Jessica Pegula sur le site officiel de la Fédération internationale de tennis

### Confrontations avec ses principales adversaires
Confrontations lors des différents tournois WTA avec ses principales adversaires (5 confrontations minimum et avoir été membre du top 10). Classement par pourcentage de victoires. Situation au 31 juillet 2025 :
| Joueuse           | Meilleur classement | Confrontations | Victoires | Défaites | Pourcentage de victoires | Dernière confrontation                        |
| ----------------- | ------------------- | -------------- | --------- | -------- | ------------------------ | --------------------------------------------- |
| Petra Kvitová     | 2                   | 5              | 1         | 4        | 20                       | défaite (2-6, 6-3, 611-7) à Indian Wells 2023 |
| Aryna Sabalenka   | 1                   | 9              | 2         | 7        | 22,2                     | défaite (5-7, 2-6) à Miami 2025               |
| Ons Jabeur        | 2                   | 6              | 2         | 4        | 33,3                     | défaite (6-1, 3-6, 3-6) au WTA Finals 2022    |
| Iga Świątek       | 1                   | 11             | 5         | 6        | 45,4                     | victoire (6-4, 7-5) à Bad Homburg 2025        |
| Victoria Azarenka | 1                   | 6              | 3         | 3        | 50                       | victoire (6-4, 3-6, 7-67) à Charleston 2024   |
| María Sákkari     | 3                   | 12             | 7         | 5        | 58,3                     | victoire (7-5, 6-4) à l'Open du Canada 2025   |
| Jeļena Ostapenko  | 5                   | 5              | 3         | 2        | 60                       | défaite (4-6, 2-6) à Pékin 2023               |
| Elina Svitolina   | 3                   | 8              | 5         | 3        | 62,5                     | défaite (7-5, 1-6, 2-6) à Indian Wells 2025   |
| Sofia Kenin       | 4                   | 6              | 4         | 2        | 66,7                     | victoire (6-3, 7-5) à Charleston 2025         |
| Coco Gauff        | 2                   | 6              | 4         | 2        | 66,7                     | défaite (3-6, 2-6) aux WTA Finals 2024        |
| Karolína Plíšková | 1                   | 6              | 5         | 1        | 83,3                     | victoire (7-5, 6-4) à l'Open du Canada 2024   |
| Jasmine Paolini   | 4                   | 5              | 5         | 0        | 100                      | victoire (6-4, 6-0) à l'Open du Canada 2023   |
| Danielle Collins  | 7                   | 6              | 6         | 0        | 100                      | victoire (1-6, 6-3, 6-0) à Charleston 2025    |

### Victoires sur le top 10
Toutes ses victoires sur des joueuses classées dans le top 10 de la WTA lors de la rencontre.
| Légende      |
| ------------ |
| Grand Chelem |
| Masters      |
| WTA 1000     |
| WTA 500      |
| WTA 250      |
| Fed Cup      |

| #  | Rang  |  | Tournoi          | Année | Surface      |                 | Adversaire        | Rang   | Tour           | Score         | Tableau |
| -- | ----- |  | ---------------- | ----- | ------------ | --------------- | ----------------- | ------ | -------------- | ------------- | ------- |
| 1  | no 61 |  | Open d'Australie | 2021  | Dur          |                 | Elina Svitolina   | no 5   | 1/8            | 6-4, 3-6, 6-3 | Tableau |
| 2  | no 44 |  | Doha             | 2021  | Dur          |                 | Karolína Plíšková | no 6   | 1/4            | 6-3, 6-1      | Tableau |
| 3  | no 36 |  | Dubaï            | 2021  | Dur          |                 | Karolína Plíšková | no 6   | 1/8            | 6-0, 6-2      | Tableau |
| 4  | no 33 |  | Miami            | 2021  | Dur          |                 | Karolína Plíšková | no 6   | 1/16           | 6-1, 4-6, 6-4 | Tableau |
| 5  | no 31 |  | Rome             | 2021  | Terre battue |                 | Naomi Osaka       | no 2   | 1/16           | 7-62, 6-2     | Tableau |
| 6  | no 26 |  | Berlin           | 2021  | Gazon        |                 | Karolína Plíšková | no 10  | 1/8            | 7-5, 6-2      | Tableau |
| 7  | no 24 |  | Indian Wells     | 2021  | Dur          |                 | Elina Svitolina   | no 7   | 1/8            | 6-1, 6-1      | Tableau |
| 8  | no 21 |  | Open d'Australie | 2022  | Dur          |                 | María Sákkari     | no 8   | 1/8            | 7-60, 6-3     | Tableau |
| 9  | no 21 |  | Miami            | 2022  | Dur          |                 | Paula Badosa      | no 6   | 1/4            | 4-1 ab.       | Tableau |
| 10 | no 5  |  | Guadalajara      | 2022  | Dur          |                 | María Sákkari     | no 6   | Finale         | 6-2, 6-3      | Tableau |
| 11 | no 3  |  | United Cup       | 2023  | Dur          |                 | Iga Świątek       | no 1   | 1/2            | 6-2, 6-2      | Tableau |
| 12 | no 3  |  | Doha             | 2023  | Dur          |                 | María Sákkari     | no 7   | 1/2            | 6-2, 4-6, 6-1 | Tableau |
| 13 | no 3  |  | Montréal         | 2023  | Dur          |                 | Coco Gauff        | no 7   | 1/4            | 6-2, 5-7, 7-5 | Tableau |
| 14 | no 3  |  | Montréal         | 2023  | Dur          | Iga Świątek     | no 1              | 1/2    | 6-2, 64-7, 6-4 |               | Tableau |
| 15 | no 4  |  | Tokyo            | 2023  | Dur          |                 | María Sákkari     | no 6   | 1/2            | 6-2, 6-3      | Tableau |
| 16 | no 5  |  | Masters          | 2023  | Dur          |                 | Elena Rybakina    | no 4   | Poule          | 7-5, 6-2      | Tableau |
| 17 | no 5  |  | Masters          | 2023  | Dur          | Aryna Sabalenka | no 1              | Poule  | 6-4, 6-3       |               | Tableau |
| 18 | no 5  |  | Masters          | 2023  | Dur          | Maria Sakkari   | no 9              | Poule  | 6-3, 6-2       |               | Tableau |
| 19 | no 5  |  | Masters          | 2023  | Dur          | Coco Gauff      | no 3              | 1/2    | 6-2, 6-1       |               | Tableau |
| 20 | no 5  |  | Berlin           | 2024  | Gazon        |                 | Coco Gauff        | no 2   | 1/2            | 7-5, 7-62     | Tableau |
| 21 | no 6  |  | US Open          | 2024  | Dur          |                 | Iga Świątek       | no 1   | 1/4            | 6-2, 6-4      | Tableau |
| 22 | no 3  |  | Bad Homburg      | 2025  | Gazon        |                 | Emma Navarro      | no 10  | 1/4            | 6-4, 1-6, 6-3 | Tableau |
| 23 | no 3  |  | Bad Homburg      | 2025  | Gazon        | Iga Świątek     | no 8              | Finale | 6-4, 7-5       |               | Tableau |